# Pierangelo Garegnani
Pierangelo Garegnani (* 9. August 1930 in Mailand; † 14. Oktober 2011 in Lavagna) war ein italienischer Ökonom und Professor an der Universitá degli Studi Roma Tre. Er war Leiter der Fondazione Centro Piero Sraffa di Studi e Documenti an der Facoltá di Economia "Federico Caffè" und der literarische Sachwalter der Werke, Dokumente und Papiere, die der italienische Ökonom Piero Sraffa der University of Cambridge's Wren Library hinterlassen hat.

## Werdegang
Auf das Studium der Staatswissenschaften an der Universität Pavia und Postgraduiertenstudium und Promotion im Jahr 1959 an der Universität Cambridge, Großbritannien, folgte ein Forschungsaufenthalt am MIT in Cambridge (Mass.). Nach Professuren in Sassari, Pavia und Florenz war er ab 1974 Professor für Politische Ökonomie an der Universität Rom.
Garegnani selber ist als ein bedeutender Kritiker der neoklassischen Ökonomie hervorgetreten und zählt zu den führenden Vertretern der klassischen Ökonomie in der Wert- und Verteilungstheorie. Er befasste sich mit dem surplustheoretischen Erklärungsprinzip in der Verteilungstheorie, wie es von François Quesnay, Adam Smith und David Ricardo entwickelt und in jüngerer Zeit von Sraffa rehabilitiert worden ist. 
In seiner kapitaltheoretischen Kritik der Neoklassik zeigte Garegnani, dass die geläufige angebots- und nachfragetheoretische Erklärung der Verteilung und mit ihr auch des Gesamt-Outputs und der Beschäftigung inkonsistent sind. Er diskutierte auch das Prinzip der effektiven Nachfrage als Fundament einer alternativen Theorie der Beschäftigung und würdigte hierbei kritisch den Beitrag von John Maynard Keynes.
1989 wurde er zum Mitglied der Academia Europaea gewählt.